# 로잔 조약
로잔 조약(프랑스어: Traité de Lausanne, 튀르키예어:  Lozan Antlaşması)은 로잔 회의에서 협상되어 1923년 7월 24일 스위스 로잔의 팔레 드 뤼민에서 서명된 강화 조약이다. 이 조약은 오스만 제국과 제1차 세계 대전 초기에 발생한 연합국인 프랑스 공화국, 대영 제국, 이탈리아 왕국, 일본 제국, 그리스 왕국, 세르비아 왕국, 그리고 루마니아 왕국 간의 갈등을 공식적으로 해결했다. 조약의 원문은 영어와 프랑스어로 되어 있다. 이는 오스만 영토 분할을 목표로 했으나 실패하고 비준되지 않은 세브르 조약 이후 두 번째 평화 시도로 나타났다. 1920년에 체결된 이전 조약은 나중에 튀르키예 국민운동에 의해 거부되었고, 이는 조항에 적극적으로 반대했다. 그리스-튀르키예 전쟁 (1919년~1922년)에서 그리스가 패배한 결과, 튀르키예군은 이즈미르를 탈환했고, 1922년 10월 무드로스 휴전 협정이 체결되었다. 이 휴전 협정은 그리스-튀르키예 인구 교환을 규정하고 터키 해협을 통한 민간인 및 비군사 통행을 자유롭게 허용했다.
튀르키예는 1923년 8월 23일에 조약을 비준했으며, 다른 모든 서명국은 1924년 7월 16일까지 비준했다. 로잔 조약은 1924년 8월 6일에 발효되었다.
또한, 아르메니아인 집단학살 및 그리스인 집단학살을 포함하여 1914년과 1922년 사이에 발생한 "정치적 사건과 관련된" 범죄에 대해 면책을 부여하는 사면 선언이 발표되었다. 역사가 한스-루카스 키저는 "로잔은 이종 민족 및 이종 종교 집단의 포괄적인 추방 및 절멸 정책을 암묵적으로 승인했다"고 주장한다.

## 배경

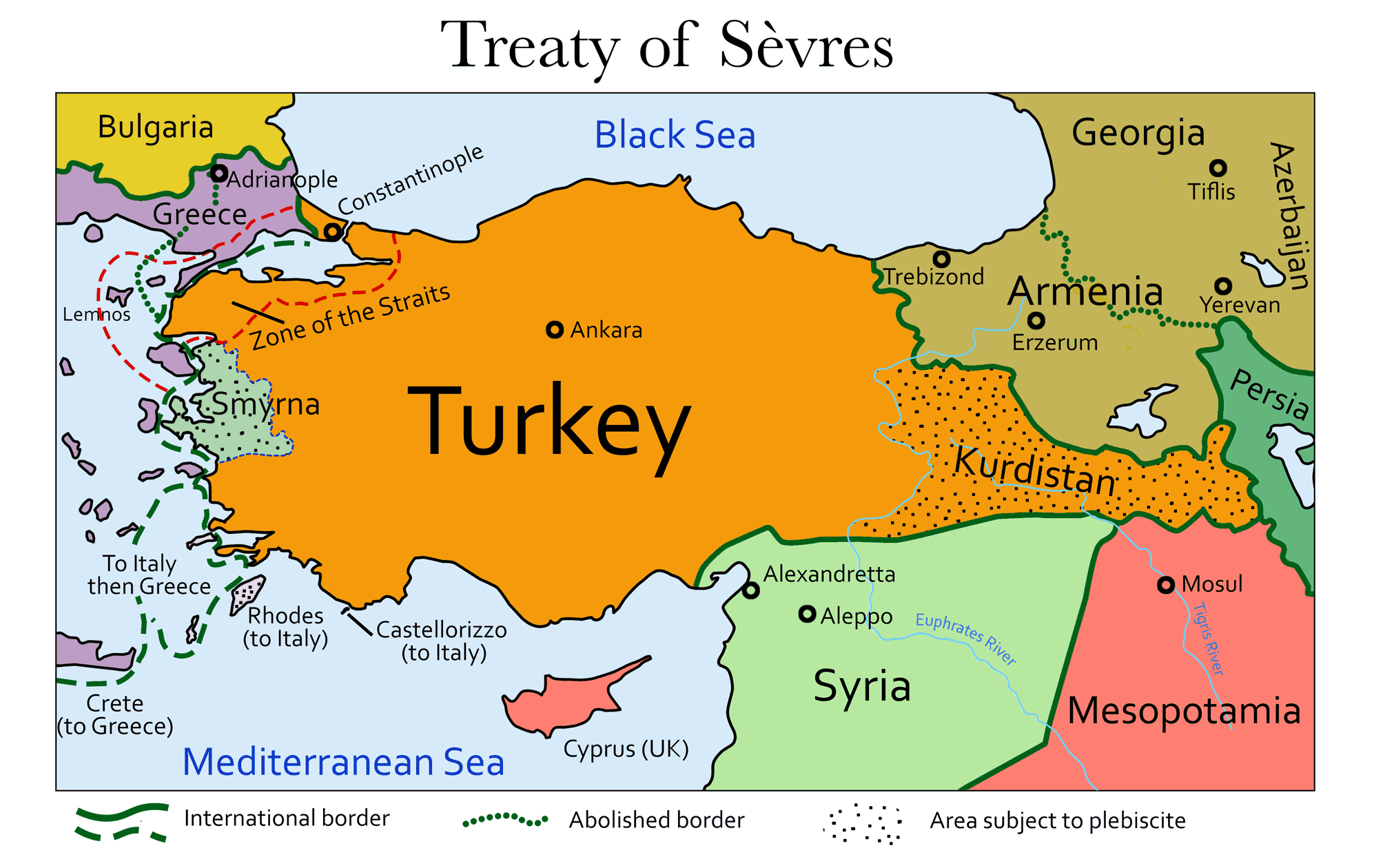
비준되지 않은 세브르 조약(1920)에 따른 튀르키예 국경으로, 튀르키예 독립 전쟁 이후 로잔 조약(1923)에 의해 무효화되고 대체되었다.

소아시아에서 그리스군이 철수하고 무스타파 케말 아타튀르크가 이끄는 튀르키예군에 의해 오스만 술탄이 축출된 후, 앙카라에 기반을 둔 케말주의 정부는 오스만 제국이 이전에 서명했으나 비준되지 않은 1920년 세브르 조약에 의해 부과된 영토 손실을 거부했다. 영국은 메소포타미아와 키르쿠크에서 튀르키예의 영향력을 약화시키기 위해 쿠르드족 국가를 아나톨리아 동부에 세우려 했다. 세속적인 케말주의 수사는 1915년 아르메니아인 집단학살에서 살아남은 아르메니아인들의 미래에 대한 국제적 우려를 일부 해소했으며, 쿠르드족 자결권에 대한 지지도 마찬가지로 감소했다. 1923년에 서명된 로잔 조약에 따라 아나톨리아 동부는 현대 튀르키예의 일부가 되었으며, 그 대가로 튀르키예는 석유가 풍부한 아랍 토지에 대한 오스만 시대의 주장을 포기했다.
협상은 로잔 회의 (1922년~1923년) 동안 진행되었다. 이스메트 이뇌뉘가 튀르키예의 수석 협상가였다. 당시 외무장관이었던 조지 너새니얼 커즌 경은 연합국의 수석 협상가였고, 엘레프테리오스 베니젤로스는 그리스를 대표하여 협상했다. 협상은 여러 달이 걸렸다. 1922년 11월 20일 평화 회의가 시작되었고, 튀르키예의 여러 철회로 중단된 8개월간의 힘든 협상 끝에 7월 24일에 조약이 서명되었다. 연합군 대표단에는 미국 고등 판무관으로 재직하며 튀르키예의 노력을 지지했던 미 해군 제독 마크 L. 브리스톨이 포함되었다.

## 조항
조약은 143개의 조항으로 구성되었으며 주요 섹션은 다음과 같다.
| 부분 |
| --- |
| 터키 해협에 관한 협약 |
| 무역(카피툴레이션 철폐) – 제28조는 "각 고등 계약 당사국은 터키에서 카피툴레이션의 완전한 철폐를 모든 면에서 수락한다."고 규정했다. |
| 협정 |
| 구속력 있는 서한 |

이 조약은 튀르키예 공화국의 독립을 규정했지만, 튀르키예의 그리스 정교회 소수민족과 그리스의 무슬림 소수민족에 대한 보호도 규정했다. 그러나 튀르키예의 대부분의 기독교 인구와 그리스의 무슬림 인구는 이미 그리스와 튀르키예가 서명한 이전 그리스-튀르키예 인구 교환에 관한 협약에 따라 추방된 상태였다. 콘스탄티노폴리스, 괴크체아다섬 및 테네도스섬의 그리스 정교회 신자들(당시 약 270,000명)과 서트라키아의 무슬림 인구(1923년 약 129,120명)만이 제외되었다. 조약 제14조는 괴크체아다섬(Gökçeada)과 테네도스(Bozcaada) 섬에 "특별 행정 조직"을 부여했지만, 이 권리는 1926년 2월 17일 튀르키예 정부에 의해 취소되었다. 튀르키예는 또한 키프로스에 대한 모든 주장을 공식적으로 포기했다 (키프로스는 1878년 베를린 회의 이후 대영 제국에 임대되었지만 제1차 세계 대전까지는 데 유레 오스만 영토로 남아있었다). 모술 주의 운명은 국제연맹을 통해 결정되도록 남겨졌다. 튀르키예는 또한 이탈리아-튀르크 전쟁(1911년~1912년) 이후 1912년 오우치 조약 제2조에 따라 이탈리아가 튀르키예에 반환해야 했던 도데카니사 제도에 대한 모든 주장을 명시적으로 포기했다.

### 조약 내용 요약
| 부분      | 섹션 |
| --------- | --- |
|           | 서문 |
| 파트 I    | 정치 조항 |
| 파트 II   | 재정 조항 |
| 파트 III. | 경제 조항 |
| 파트 IV   | 통신 및 위생 문제 |
| 파트 V.   | 잡다한 조항 |
| 파트 IV.  | 거주 및 사업 조건 및 관할권에 관한 협약 |
| 파트 V    | 상업 협약 |
| 파트 VI   | 그리스 및 튀르키예 인구 교환에 관한 협약 |
| 파트 VII  | 그리스와 튀르키예 간의 구금된 민간인 상호 반환 및 전쟁 포로 교환에 관한 협정                                                                                                |
| 파트 VIII | 사면 선언 |
| 파트 IX   | 그리스 내 무슬림 재산에 관한 선언 |
| 파트 X    | 튀르키예 내 위생 문제에 관한 선언; |
| 파트 XI   | 사법 행정에 관한 선언; |
| 파트 XII  | 특정 양보에 관한 의정서 |
| 파트 XIII | 로잔에서 서명된 특정 조항 및 문서에 벨기에와 포르투갈의 가입에 관한 의정서                                                                                                  |
| 파트 XIV  | 영국, 프랑스, 이탈리아군이 점령한 튀르키예 영토 철수에 관한 의정서 |
| 파트 XV   | 카라가치 영토 및 괴크체아다섬과 테네도스섬에 관한 의정서 |
| 파트 XVI  | 그리스 내 소수민족 보호에 관한 1920년 8월 10일 주요 연합국과 그리스 사이에 세브르에서 체결된 조약과 같은 날 동일한 강대국 사이에 트라키아에 관해 체결된 조약에 관한 의정서. |
| 파트 XVII | 세르브-크로아티아-슬로베니아 국가의 서명에 관한 의정서 |

### 국경

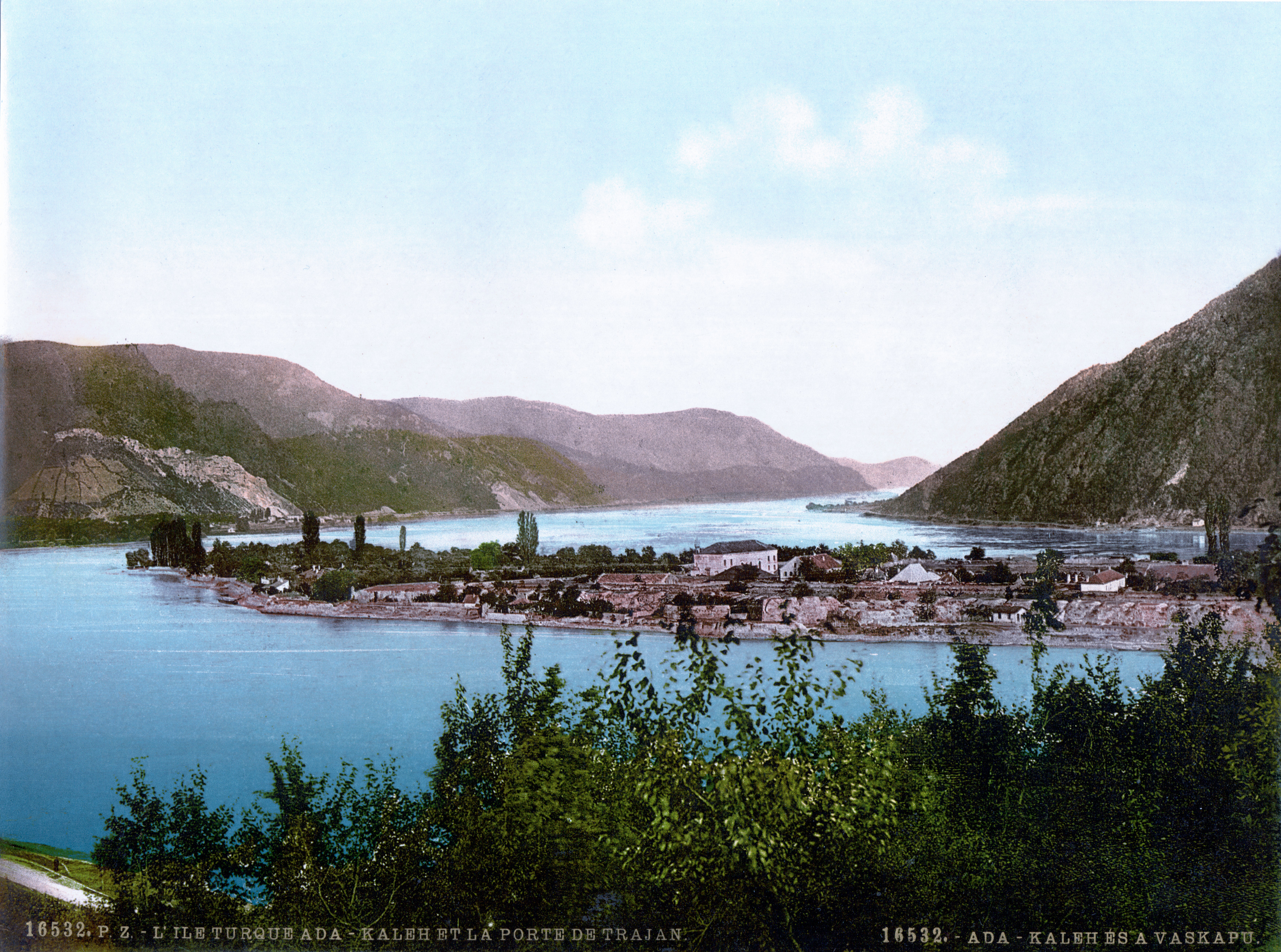
아다칼레섬(다뉴브강에 위치)은 1878년 베를린 회의의 평화 회담에서 잊혀져서 데 유레 오스만 영토이자 오스만 술탄 압뒬하미트 2세의 사유 재산으로 1923년 로잔 조약까지 남았다(루마니아가 1919년 일방적으로 섬에 대한 주권을 선언하고 1920년 트리아농 조약으로 이 주장을 더욱 강화하기 전까지는 데 팍토 상태였다). 이 섬은 1970년 철문 댐 건설 중 수몰되었으며, 이로 인해 압뒬하미트 2세의 후손들이 잠재적인 법적 주장을 제기할 가능성도 사라졌다.

이 조약은 그리스, 불가리아, 튀르키예의 경계를 정했다. 특히, 조약은 튀르키예 해안에서 3마일 떨어진 에게 해(원문에서는 동부 지중해)의 모든 섬, 작은 섬 및 기타 영토는 괴크체아다섬, 테네도스섬 및 토끼 섬을 제외하고 그리스에 양도되도록 규정했다(제6조 및 제12조). 두 조항에는 명시적으로 다르게 언급되지 않는 한 튀르키예의 주권은 소아시아 해안에서 3마일 떨어진 곳까지 확장된다는 특별한 언급이 있다. 괴크체아다섬과 테네도스섬의 그리스 인구는 인구 교환에 포함되지 않았으며 튀르키예의 소수민족 보호 규정에 따라 보호받았다(제38조).
튀르키예가 그리스에 요구했던 주요 전쟁 배상금 문제는 그리스가 카라아가치를 튀르키예에 양도하기로 동의한 후 포기되었다.
튀르키예는 또한 도데카니사 제도(제15조), 키프로스(제20조), 이집트와 앵글로-이집트 수단(제17조), 시리아와 이라크(제3조)에 대한 모든 주장을 공식적으로 양도했으며, (또한 앙카라 조약과 함께) 이 두 국가의 국경을 확정했다.
무드로스 휴전 협정이 1918년 10월 30일 서명되었을 때 아직 튀르키예의 통제 하에 있던 아라비아반도의 시리아와 이라크 남쪽 영토는 조약 본문에 명시적으로 언급되지 않았다. 그러나 제3조의 튀르키예 남부 국경 정의는 튀르키예가 이들을 공식적으로 양도했음을 의미한다. 이 영토에는 예멘 무타와킬 왕국, 아시르주 및 메디나 시와 같은 헤자즈의 일부 지역이 포함되었다. 이들은 1919년 1월 23일까지 튀르키예군에 의해 점령되었다.
로잔 조약 제25조와 제26조에 따라 튀르키예는 다뉴브강의 아다칼레섬을 루마니아에 공식적으로 양도하며 1920년 트리아농 조약의 관련 조항을 공식적으로 인정했다. 1878년 베를린 회의에서의 외교적 불규칙성으로 인해 이 섬은 기술적으로 오스만 제국의 일부로 남아 있었다.
튀르키예는 또한 1912년 오우치 조약 제10조에 의해 정의된 이탈리아령 리비아에서의 특권(1923년 로잔 조약 제22조에 따름)을 포기했다.

### 협정
많은 협정들 중, 미국과 별도의 협정인 체스터 양허가 있었다. 미국에서는 로잔 조약 반대 위원회를 포함한 여러 단체들이 조약에 반대했으며, 1927년 1월 18일 미국 상원은 찬성 50표 대 반대 34표로 조약 비준을 거부했다. 이는 헌법이 요구하는 3분의 2에 6표 부족한 수치였다. 결과적으로 튀르키예는 양허를 취소했다.
또한, 튀르키예는 5년 동안 법률 문제에 관한 4명의 유럽 자문가를 임명해야 했다. 이 자문가들은 튀르키예의 법률 개혁을 감독해야 했다. 제안된 개혁이 이루어지지 않으면 자문가 계약은 갱신될 수 있었다. 이후 튀르키예는 해당 5년이 완료되기 전에 1924년 튀르키예 헌법을 제정하고 공포했으며, 스위스 민법, 이탈리아 형사소송법, 독일 상법을 포함하여 튀르키예 사법 시스템을 개혁했다.

## 사면 선언
조약의 부록 VIII, "사면 선언"은 1914년에서 1922년 사이에 저지른 "정치적 사건과 관련된" 모든 범죄의 가해자에게 면책을 부여했다. 따라서 이 조약은 오스만 전쟁 범죄자 기소 노력, 예를 들어 아르메니아인 집단학살, 사이포, 그리스인 집단학살과 같은 범죄에 대한 기소를 중단시켰고, 이들 범죄에 대한 불처벌을 성문화했다.

## 유산

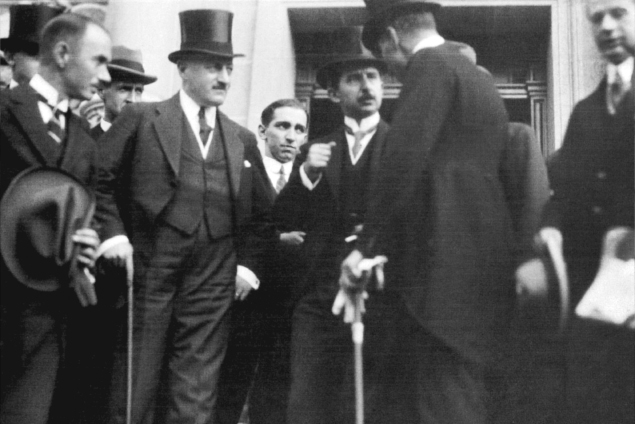
로잔 조약 서명 후 튀르키예 대표단. 대표단은 이스메트 이뇌뉘 (가운데)가 이끌었다.

로잔 조약은 오스만 제국의 승계 국가로서 새로운 튀르키예 공화국의 주권을 국제적으로 인정하는 계기가 되었다. 이 조약의 결과로 오스만 제국의 공공 부채는 튀르키예와 구 오스만 제국에서 분리된 국가들 사이에 분할되었다. 터키 해협에 관한 협약은 13년 동안 지속되었고 1936년에 해협의 체제에 관한 몽트뢰 협약으로 대체되었다. 조약에 포함된 관세 제한은 곧 재조정되었다.
그리스에게 이 조약은 메갈리 이데아의 추진력을 종식시켰다. 메갈리 이데아는 현대 그리스가 최대 3000년 동안 그리스어 사용자들이 거주했으며 동로마 제국의 핵심을 이루었던 소아시아 영토를 포함해야 한다는 생각이었다.
하타이주는 로잔 조약에 따라 프랑스 시리아 위임통치령의 일부로 남아 있었으나, 1938년 하타이 공화국으로 독립했으며, 이후 1939년 국민투표를 통해 튀르키예에 합병되었다. 새로운 튀르키예 정권의 반대자들에게는 정치적 사면이 주어졌으나, 정부는 150명에 대한 예외를 둘 권리를 유보했다. 튀르키예의 페르소나 논 그라타 150인(대부분 오스만 왕조의 후손들)은 서서히 시민권을 취득했으며, 마지막은 1974년이었다.
로이드 조지는 이 조약을 "비열하고, 비겁하며, 악명 높은 항복"이라고 선언했다.
역사가 노먼 나이마크는 "로잔 조약은 20세기 내내 의지에 반하는 인구 이동에 대한 중요한 국제적 선례 역할을 했다"고 말한다.
역사가 로널드 그리거 서니는 이 조약이 "본질적으로 강제 이주 또는 심지어 살인적인 민족 청소가 인구 문제에 대한 잠재적인 해결책이 될 수 있음을 확인시켜 주었다"고 말한다.
역사가 한스-루카스 키저는 "로잔은 이종 민족 및 이종 종교 집단의 포괄적인 추방 및 절멸 정책을 암묵적으로 승인했으며, 이는 독일 수정주의자들과 다른 많은 민족주의자들에게 치명적인 매력을 주었다"고 말한다.

## 음모론
로잔 조약은 이슬람주의 음모론의 여러 원천이 되어 튀르키예 독립 전쟁 이후의 튀르키예 세속 민족주의 통치를 비방하는 데 사용되었다. 예를 들어, 이 조약은 100년 동안 유효하며 튀르키예의 천연 자원 채굴에 관한 "비밀 조항"이 있다는 주장이 제기되었다. 2010년대에 유행했던 한 음모론은 이 조약이 2023년에 만료되어 튀르키예가 붕소와 석유를 채굴할 수 있게 될 것이라고 주장했다. 이는 실제로 일어나지 않았다.

## 같이 보기
- 그리스인 집단학살의 개요 및 연표
- 튀르키예의 인권
- 제1차 세계 대전의 여파
- 튀르키예의 음모론
- 그리스 난민
- 튀르키예의 그리스인
- 카라마늘리데스
- 소수 민족 조약
- 그리스의 무슬림 소수민족
- 그리스-튀르키예 인구 교환
- 산레모 회의
- 튀르키예 카라아가치에 있는 로잔 조약 기념비 및 박물관
- 도데카니사 제도 튀르키예인
- 서트라키아 튀르키예인

## 추가 문헌
- Kieser, Hans-Lukas (2023). 《When Democracy Died: The Middle East's Enduring Peace of Lausanne》. Cambridge University Press. ISBN 9781316516423.
- Tusan, Michelle (2023). 《The Last Treaty: Lausanne and the End of the First World War in the Middle East》. Cambridge University Press. ISBN 9781009371087. online book review
- Marabello, Thomas Quinn (2023) "The Centennial of the Treaty of Lausanne: Turkey, Switzerland, the Great Powers and a Soviet Diplomat’s Assassination," Swiss American Historical Society Review: Vol. 59: No. 3, Article 4. Available at: https://scholarsarchive.byu.edu/sahs_review/vol59/iss3/4
- Conlin, Jonathan; Ozavci, Ozan (2023). 《They All Made Peace – What is Peace? The 1923 Lausanne Treaty and the New Imperial Order》. 징코. ISBN 978-1-914983-05-4.

## 내용주 및 각주
1. ↑  The Law of Treaties, ed. by Scott Davidson (Taylor & Francis, 2017) p.205
2. ↑  Archives de la Ville de Lausanne (consulté le 22.07.23)
3. ↑  “Palais de Rumine”. 《www.lonelyplanet.com》 (영어). 2018년 9월 14일에 원본 문서에서 보존된 문서. 2018년 9월 6일에 확인함.
4. ↑  “Palais de Rumine & Musée cantonal des Beaux-Arts”. 《MySwitzerland.com》 (영어). 2018년 9월 6일에 확인함.
5. ↑  Xypolia, Ilia (2021). 《Imperial Bending of Rules: The British Empire, the Treaty of Lausanne, and Cypriot Immigration to Turkey》. 《Diplomacy & Statecraft》 32. 674–691쪽. doi:10.1080/09592296.2021.1996711. hdl:2164/18252. S2CID 246234931. 2023년 1월 14일에 원본 문서에서 보존된 문서. 2022년 4월 19일에 확인함.
6. 1 2 3 4 5 6 7  《Treaty of Peace with Turkey signed at Lausanne》, Lausanne, Switzerland, 1923년 7월 24일, 2013년 1월 12일에 원본 문서에서 보존된 문서, 2012년 11월 28일에 확인함
7. ↑  “Armistice of Mudanya”. 2021년 2월 2일에 원본 문서에서 보존된 문서. 2021년 11월 17일에 확인함.
8. ↑  Martin Lawrence (1924). 《Treaties of Peace, 1919–1923》 I. 카네기 국제평화재단. lxxvii쪽.
9. ↑  《Official Journal, October 1924》. 《League of Nations Official Journal》 4. October 1924. 1292쪽.
10. ↑  Hansard, House of Commons 보관됨 18 10월 2017 - 웨이백 머신, 16 July 1924.
11. ↑  Taner Akçam and Ümit Kurt, The Spirit of the Laws: The Plunder of Wealth in the Armenian Genocide (Bergahn Books, 2015) p.132
12. 1 2  Kieser, Hans-Lukas (2010). 〈Germany and the Armenian Genocide of 1915–17〉.   Friedman, Jonathan C. 《The Routledge History of the Holocaust》 (영어). Taylor & Francis. doi:10.4324/9780203837443.ch3. ISBN 978-1-136-87060-6. 2020년 12월 13일에 원본 문서에서 보존된 문서. 2021년 1월 4일에 확인함.
13. ↑  Darren L. Logan (2009). 《Thoughts on Iraqi Kurdistan: Present Realities, Future Hope》. 《Iran & the Caucasus》 13. 161–186쪽. doi:10.1163/160984909X12476379008205. JSTOR 25597401.
14. ↑  Morgenthau, Henry, Ambassador Morgenthau's Story, (Detroit: 웨인 주립 대학교, 2003), 303.
15. 1 2  Mango, Andrew (2002). 《Ataturk: The Biography of the Founder of Modern Turkey》. Overlook Press. 388쪽. ISBN 1-58567-334-X.
16. ↑  튀르키예 외에 대영 제국, 프랑스, 이탈리아, 일본, 그리스, 루마니아, 유고슬라비아 왕국이 조약 당사국이었다.
17. ↑  The Greek minority of Turkey 보관됨 3 3월 2016 - 웨이백 머신 – Hellenic Resources Network
18. ↑  Öksüz, Hikmet (2004), 《The Reasons for Immigration from Western Thrace to Turkey (1923–1950)》 (PDF), Turkish Review of Balkan Studies, 255쪽
19. ↑  “Treaty of Lausanne, October, 1912.”. 2021년 10월 25일에 원본 문서에서 보존된 문서. 2008년 11월 18일에 확인함.
20. ↑  James Barros, The Corfu Incident of 1923: Mussolini and The League of Nations, Princeton University Press, 1965 (reprinted 2015), ISBN 1400874610, p. 69
21. ↑  “Treaty Summary”. 2021년 2월 26일에 원본 문서에서 보존된 문서. 2019년 2월 28일에 확인함.
22. 1 2  “Adakale Island in River Danube”. 2011년 7월 25일에 원본 문서에서 보존된 문서. 2010년 9월 21일에 확인함.
23. ↑  Xypolia, Ilia (2011). 《Cypriot Muslims among Ottomans, Turks and British》 (PDF). 《Bogazici Journal》 25. 109–120쪽. doi:10.21773/boun.25.2.6 (년 이후로 접속 불가 2025-07-09). 2018년 6월 2일에 원본 문서 (PDF)에서 보존된 문서. 2012년 11월 10일에 확인함.
24. ↑  “Arabia (Yemen–Hejaz) Front Side”. 《www.osmanli700.gen.tr》. 2020년 8월 7일에 원본 문서에서 보존된 문서. 2018년 9월 6일에 확인함.
25. ↑  “Arabistan Cephesi – Osmanlı Web Sitesi – Forsnet”. 《www.osmanli700.gen.tr》. 2018년 9월 6일에 원본 문서에서 보존된 문서. 2018년 9월 6일에 확인함.
26. ↑  Trask, Roger R. (1971). 〈Rejection of the Lausanne Treaty and Resumption of Diplomatic Relations, 1923–1927〉. 《The United States Response to Turkish Nationalism and Reform, 1914–1939》. University of Minnesota Press. 37–64쪽. ISBN 978-1-4529-3717-5. Project MUSE 1252066. |id=에 templatestyles stripmarker가 있음(위치 1) (도움말)
27. 1 2 3  Liebisch-Gümüş, Carolin (6 July 2020). p. 257
28. ↑  The American Journal of International Law, Vol. 18., No. 2, Supplement:Official Documents (Apr. 1924), pp. 92–95.
29. ↑  Scharf, Michael (1996). 《The Letter of the Law: The Scope of the International Legal Obligation to Prosecute Human Rights Crimes》. 《Law and Contemporary Problems》 59. 41–61쪽. doi:10.2307/1192189. ISSN 0023-9186. JSTOR 1192189. 2018년 7월 19일에 원본 문서에서 보존된 문서. 2020년 12월 17일에 확인함. Initially, the Allied Powers sought the prosecution of those responsible for the massacres. The Treaty of Sevres, which was signed on August 10, 1920, would have required the Turkish Government to hand over those responsible to the Allied Powers for trial. Treaty of Peace between the Allied Powers and Turkey [Treaty of Sevres], art. 230, at 235, Aug. 10, 1920, reprinted in 15 AM. J. INT'L L. 179 (Supp 1921). "The Treaty of Sevres was, however, not ratified and did not come into force. It was replaced by the Treaty of Lausanne, which not only did not contain provisions respecting the punishment of war crimes, but was accompanied by a 'Declaration of Amnesty' of all offenses committed between 1914 and 1922." Treaty of Peace between the Allied Powers and Turkey [Treaty of Lausanne], July 24, 1923, League of Nations Treaty Series 11, reprinted in 18 AM. J. INT'L L. 1 (Supp. 1924). 99.
30. ↑  Lattanzi, Flavia (2018). 〈The Armenian Massacres as the Murder of a Nation?〉. 《The Armenian Massacres of 1915–1916 a Hundred Years Later》. Studies in the History of Law and Justice (영어) 15. Springer International Publishing. 27–104쪽. doi:10.1007/978-3-319-78169-3_3. ISBN 978-3-319-78169-3. 2021년 3월 21일에 원본 문서에서 보존된 문서. 2020년 11월 27일에 확인함.
31. ↑  Marchesi, Antonio (2018). 〈Metz Yeghern and the Origin of International Norms on the Punishment of Crimes〉. 《The Armenian Massacres of 1915–1916 a Hundred Years Later: Open Questions and Tentative Answers in International Law》 (영어). Springer International Publishing. 143–160쪽. ISBN 978-3-319-78169-3.
32. 1 2  Dadrian, Vahakn (1998). 《The Historical and Legal Interconnections Between the Armenian Genocide and the Jewish Holocaust: From Impunity to Retributive Justice》. 《Yale Journal of International Law》 23. ISSN 0889-7743. 2020년 12월 3일에 원본 문서에서 보존된 문서. 2020년 11월 24일에 확인함. After expunging all references to Armenian massacres (and, indeed, to Armenia itself) from the draft version, they signed the Lausanne Peace Treaty, thus helping to codify impunity by ignoring the Armenian genocide. The international law flowing from this treaty, while a sham in reality, lent an aura of respectability to impunity because the imprimatur of a peace conference was attached to it. A French jurist observed that the treaty was an "assurance" for impunity for the crime of massacre; indeed, it was a "glorification" of the crime in which an entire race, the Armenians, was "systematically exterminated." For his part, David Lloyd George, wartime Prime Minister of Great Britain, found it appropriate to vent his ire when he was out of power: He declared the Western Allies' conduct at the Lausanne Conference to be "abject, cowardly and infamous." A creature of political deal-making, the Lausanne Treaty was a triumph of the principle of impunity over the principle of retributive justice.
33. ↑  Findley, Carter V. (2010). 《Turkey, Islam, Nationalism, and Modernity: A History, 1789–2007》 (영어). Yale University Press. 224–226쪽. ISBN 978-0-300-15260-9.
34. ↑  Liebisch-Gümüş, Carolin (2020). 《Verflochtene Nationsbildung: Die Neue Türkei und der Völkerbund》 (독일어). Walter de Gruyter GmbH. 256쪽. ISBN 978-3-11-064341-1. 2023년 1월 14일에 원본 문서에서 보존된 문서. 2021년 11월 19일에 확인함.
35. ↑  Zürcher Erik Jan. Turkey: a Modern History. 4th ed. London: I.B. Tauris, 2017. p. 163
36. ↑  Jones, Adam (2016). 《Genocide: A Comprehensive Introduction》 (영어). Taylor & Francis. 231쪽. ISBN 978-1-317-53386-3. 2023년 1월 14일에 원본 문서에서 보존된 문서. 2020년 12월 17일에 확인함.
37. ↑  “Ethnic Cleansing | Sciences Po Violence de masse et Résistance – Réseau de recherche”. 《ethnic-cleansing-0.html》 (프랑스어). 2019년 4월 16일. 2021년 5월 11일에 원본 문서에서 보존된 문서. 2021년 3월 29일에 확인함.
38. ↑  Suny, Ronald Grigor (2015). 《'They Can Live in the Desert but Nowhere Else': A History of the Armenian Genocide》. Princeton University Press. 367–368쪽. ISBN 978-1-4008-6558-1.
  - 요약은 다음과 같다: Ronald Grigor Suny (2015년 5월 26일). 〈Armenian Genocide〉. 《1914–1918-online. International Encyclopedia of the First World War》.
39. ↑  “In Turkey, conspiracy theories about the Peace Treaty of Lausanne run riot”. 《The Skeptic》. 2023년 3월 29일. 2023년 7월 2일에 teorías-about-the-peace-treaty-of-lausanne-run-riot/ 원본 문서 |url= 값 확인 필요 (도움말)에서 보존된 문서. 2024년 5월 18일에 확인함.
40. ↑  “Lozan Antlaşması'nın 100. Yılında Komplo Teorileri ve Gizli Maddelerin İzinde”. 《Yalansavar》 (튀르키예어). 2023년 7월 25일. 2023년 8월 6일에 원본 문서에서 보존된 문서. 2024년 5월 18일에 확인함.
41. ↑  Danforth, Nick (2014년 10월 2일). “Notes on a Turkish Conspiracy”. 《Foreign Policy》. 2020년 5월 9일에 원본 문서에서 보존된 문서. 2023년 1월 2일에 확인함.